# Heribert Hirte

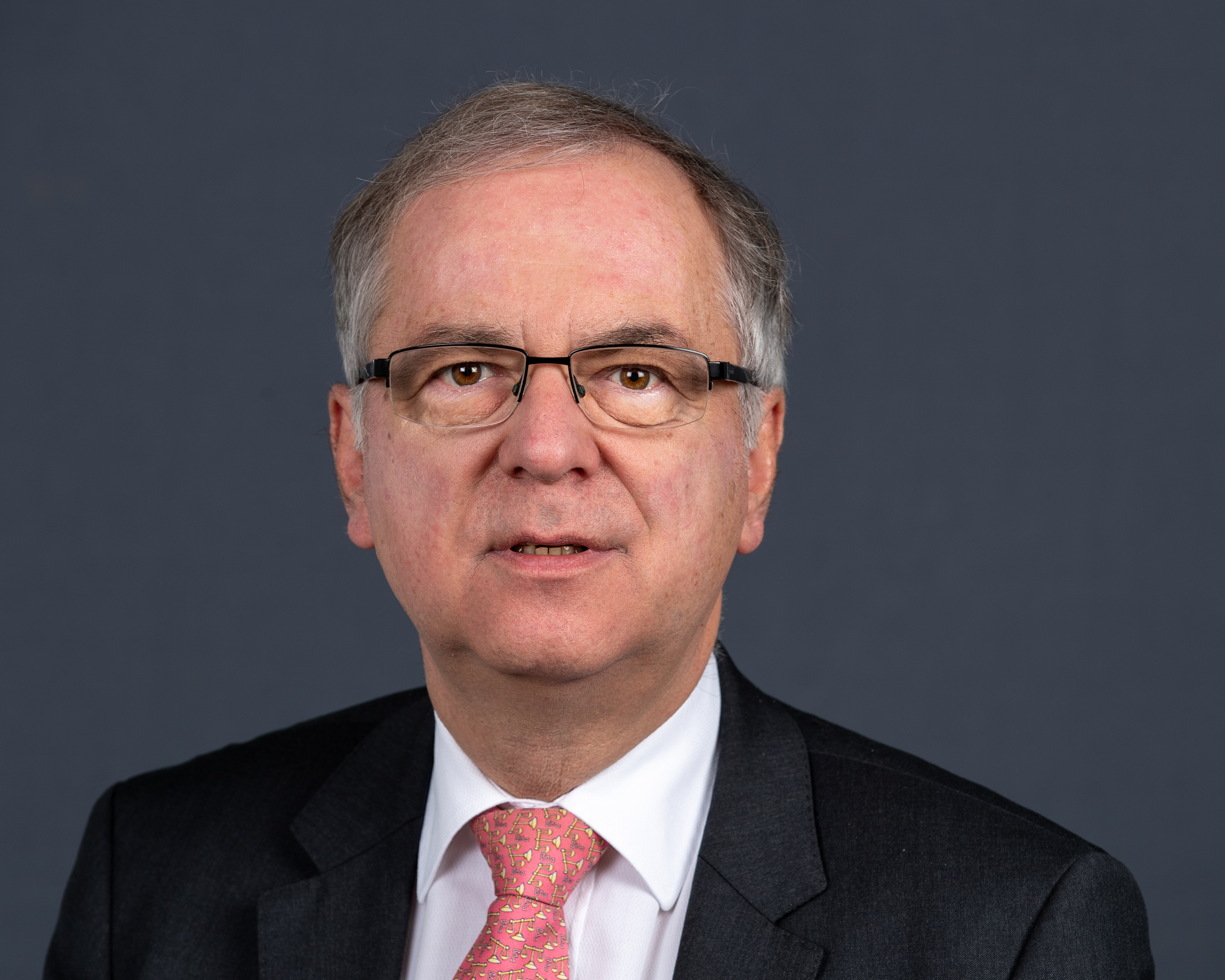
Heribert Hirte (2020)

Heribert Hirte (* 31. März 1958 in Köln) ist Professor für Rechtswissenschaft an der Universität Hamburg und war bis zu seiner Emeritierung im Jahr 2024 dort Geschäftsführender Direktor des Seminars für Handels-, Schifffahrts- und Wirtschaftsrecht. Für die CDU gewann er bei den Bundestagswahlen 2013 und 2017 das Direktmandat im Wahlkreis Köln II.

## Akademische Laufbahn
Nach der Schulzeit an der katholischen Volksschule in Köln-Gartenstadt Nord und auf dem Kölner Dreikönigsgymnasium begann er 1977 sein Studium der Rechtswissenschaften an der Universität zu Köln, welches er mit dem 1. Staatsexamen beendete. Das Studienjahr 1979/1980 verbrachte er in der Schweiz an der Université de Lausanne.
Nach seinem Studium leistete er 1984 sein Referendariat am Landgericht Köln mit Stagen an der Deutschen Hochschule für Verwaltungswissenschaften in Speyer sowie in Mailand ab. 1985 wurde er dann von der Universität zu Köln promoviert und konnte 1988/1989 weitere Erfahrungen an der University of California, Berkeley im Rahmen eines LL.M.-Programms sammeln.
1994 habilitierte er sich mit einer Arbeit über Berufshaftung und folgte 1993/1994 einem Ruf an die Friedrich-Schiller-Universität Jena. Seit dem Sommersemester 2000 hatte er seinen Lehrstuhl an der Universität Hamburg inne, wo er als Geschäftsführender Direktor das Seminar für Handels-, Schifffahrts- und Wirtschaftsrecht leitete. Seit seiner Wahl in den Bundestag 2013 wurde der Lehrstuhl vertreten. Von 1999 bis 2004 wirkte er parallel als Professor am Centre Universitaire de Luxembourg. 2001 war er als Gastprofessor an der Dōshisha-Universität in Kyōto und an der Korea University in Seoul.
Seit dem Wintersemester 2003/2004 war er weiter Mitglied des Collegio dei docenti del Dottorato di ricerca in Diritto dell’Impresa an der Wirtschaftsuniversität Luigi Bocconi in Mailand (deren Rektor Mario Monti ist) und seit 2006 ständiger Gastprofessor dort.
Von 1995 bis 2000 war er stellvertretendes Mitglied des Thüringer Verfassungsgerichtshofes.

### Wissenschaftliche Schwerpunkte
Forschungsschwerpunkte sind das Handelsrecht, das Gesellschaftsrecht, Insolvenzrecht, Kapitalmarktrecht und die Rechtsvergleichung.
In der Lehre ist er im Wesentlichen in den Bereichen des Privatrechts, des Handelsrechts, des Gesellschaftsrechts sowie der Rechtsvergleichung tätig. Um den Studenten einen Einblick in die tatsächliche Rechtspraxis zu geben, veranstaltete er mehrfach zusammen mit dem früheren Richter am Bundesgerichtshof Lutz Strohn ein Seminar am BGH in Karlsruhe.

### Akademische Ämter
Heribert Hirte ist seit 1994 Mitglied des Vorstandes der Deutsch-Amerikanischen Juristenvereinigung (DAJV) und seit März 1999 deren stellvertretender Vorsitzender. Er war 1996 bis 2000 Gründungsvorstandsmitglied des Thüringer Arbeitskreises für Unternehmens- und Insolvenzrecht und von Mai 1999 bis März 2001 dessen Vorsitzender. Von 2005 bis 2009 war Vorstandsmitglied der European Law Faculties Association (ELFA), von 2006 bis 2007 ihr stellvertretender Vorsitzender und von 2007 bis 2008 ihr Vorsitzender.
Heribert Hirte war von Januar 1997 bis November 2017 Mitglied der Schriftleitung der Zeitschrift für Unternehmens- und Gesellschaftsrecht (ZGR) und von 2001 bis 2017 Mitherausgeber der Zeitschrift. Ferner war er von 2004 bis 2017 Geschäftsführender Herausgeber der European Company and Financial Law Review (ECFR). Aus beiden Zeitschriften wurde er im November 2017 nach einem Streit mit den anderen Herausgebern ausgeschlossen. Im Übrigen ist er seit 1998 Mitherausgeber der Zeitschrift für das gesamte Insolvenzrecht (ZInsO). Von 2002 bis 2012 war er darüber hinaus Mitglied des Advisory Board der European Business Organization Law Review (EBOR).
Heribert Hirte war von 2004 bis 2024 Mitglied des „Ständigen Ausschusses“ des Deutschen Juristen-Fakultätentages (DJFT); 2008 – 2013 als stellvertretender Vorsitzender. Von 2005 bis 2009 war er Vorstandsmitglied der European Law Faculties Association (ELFA); 2006–2007 als stellvertretender Vorsitzender; 2007–2008 als Vorsitzender.

## Politik

### Politische Aktivitäten

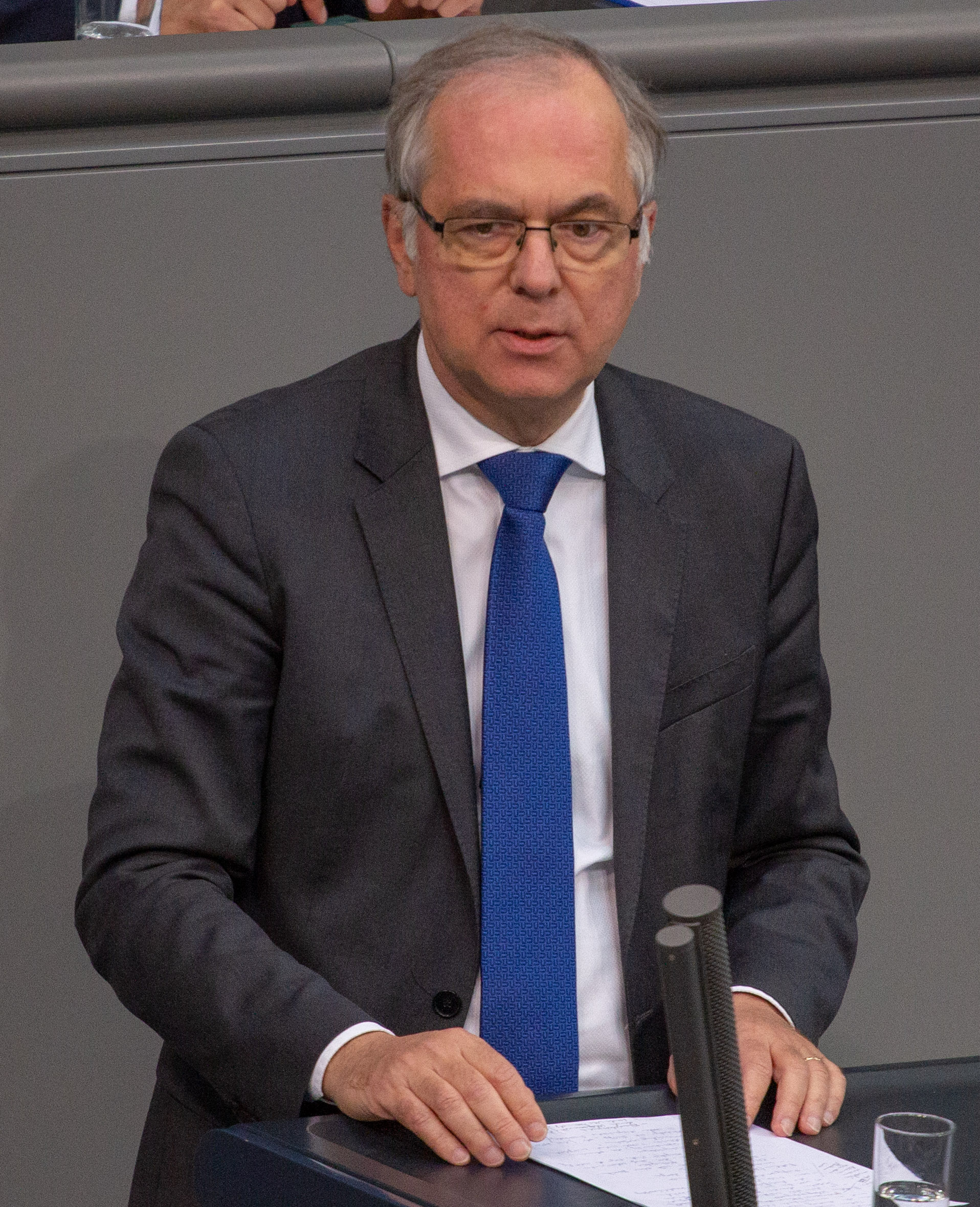
Heribert Hirte im Deutschen Bundestag, 2019

Bereits als Jugendlicher war Heribert Hirte in der Jungen Union Junkersdorf (früher noch Gemeinde Lövenich) aktiv. Seit langem engagiert er sich auch im Bundesarbeitskreis Christlich-Demokratischer Juristen als Beisitzer im Vorstand und ist Ortsvorsitzender der CDU-Köln im Ortsverband 24 – Sürth.
Am 12. Dezember 2012 wurde Heribert Hirte im ersten Wahlgang mit 89 Stimmen (etwa 57 % der Stimmen) bei drei Gegenkandidaten zum CDU-Direktkandidaten für den Wahlkreis Köln II (Süden und Westen) gewählt. Damit folgt er Michael Paul nach, der als bisheriger Wahlkreisabgeordneter aus familiären Gründen von einer erneuten Kandidatur absah. Auf der Landesliste wurde er an Position 55 von 63 Direktkandidaten geführt. Bei der Bundestagswahl 2013 gewann er schließlich als einziger Kölner CDU-Kandidat ein Direktmandat für den Deutschen Bundestag.
Als Abgeordneter des Deutschen Bundestags war Heribert Hirte Vorsitzender des Unterausschusses Europarecht und ordentliches Mitglied im Ausschuss für Recht und Verbraucherschutz sowie im Ausschuss für die Angelegenheiten der Europäischen Union. Zudem gehörte er als stellvertretendes Mitglied dem Finanzausschuss an.
Er zählt zu den 75 Unionsabgeordneten, die Ende Juni 2017 für die Gleichgeschlechtliche Ehe stimmten.
Bei der Bundestagswahl 2017 gewann er erneut das Direktmandat im Wahlkreis Köln II.
Am 8. Mai 2021 unterlag Hirte mit sechs erreichten Stimmen bereits im ersten Wahlgang Sandra von Möller bei der Aufstellungsversammlung in seinem Kreisverband für eine erneute Kandidatur zum Deutschen Bundestag. Mit Anerkenntnisurteil vom 11. November 2024 stellte das Landgericht Köln allerdings fest: „Es wird festgestellt, dass die Wahl vom 27.03.2021 der 3 Vertreter zur Wahlkreisvertreterversammlung zur Aufstellung des CDU-Bewerbers für den Bundestagswahlkreis 94 Köln II […] nichtig ist.“ Damit ist das Ergebnis der Aufstellungsversammlung rückwirkend entfallen.
Im Dezember 2021 wurde Hirte Fellow bei der Bürgerbewegung Finanzwende. Seit September 2022 ist Hirte Mitglied des Vorstands von Transparency International Deutschland e. V.

### Ausschuss für Recht und Verbraucherschutz
Heribert Hirte war stellvertretender Vorsitzender im Rechtsausschuss sowie zudem Vorsitzender des Unterausschusses Europarecht. Im November 2019 übernahm er den kommissarischen Vorsitz auch des Rechtsausschusses, nachdem der bisherige Vorsitzende Stephan Brandner durch die Mehrheit des Ausschusses abgewählt worden war. Er war Berichterstatter der CDU/CSU-Fraktion für Fragen des Unternehmens- und Wirtschaftsrechts sowie insbesondere des Insolvenzrechts. Er zeichnete zudem verantwortlich für Veränderungen in der Juristenausbildung.

### Ausschuss für die Angelegenheiten der Europäischen Union
Heribert Hirte war ordentliches Mitglied im Europaausschuss und dort Berichterstatter für die Transatlantischen Beziehungen und Handelsbeziehungen der Europäischen Union (Freihandelsabkommen, WTO). So fiel die Berichterstattung über CETA und das TTIP in seinen Aufgabenbereich, wo er insbesondere mit den Bereichen Investitionsschutzabkommen und Schiedsgerichtsbarkeit befasst war. Er war außerdem zuständig für Fragen bezüglich des Europäischen Gerichtshofs und betreute hier für die CDU/CSU-Bundestagsfraktion die Vertragsverletzungsverfahren mit Beteiligung der Bundesrepublik Deutschland. Darüber berichtete er in der AG Europa zu Fragen des (europäischen) Steuerrechts und Fragen zur Wirtschafts- und Währungsunion (WWU). Zudem oblag ihm die Berichterstattung für Belgien, Luxemburg und die Niederlande.

### Funktionen in der CDU/CSU-Bundestagsfraktion

#### Stephanuskreis
Heribert Hirte war von März 2014 bis 2022 Vorsitzender des Stephanuskreises. Dieses überkonfessionelle Gesprächsforum innerhalb der CDU/CSU-Bundestagsfraktion tritt für Toleranz und Religionsfreiheit ein und hat sich der Situation verfolgter Christen in aller Welt verschrieben. Er forderte „Entwicklungshilfe an Religionsfreiheit zu koppeln“. Verträge für Entwicklungshilfe sollten nur noch mit Ländern geschlossen werden, die Religionsfreiheit gewährleisten.

#### Parlamentskreis Mittelstand
Im Vorstand Parlamentskreis Mittelstand der CDU/CSU-Fraktion war Heribert Hirte für die Fragen des Rechtsausschusses zuständig. Der Parlamentskreis Mittelstand engagiert sich für die Belange kleiner und mittlerer Unternehmen. Er ist insofern das parlamentarische Pendant zur Mittelstands- und Wirtschaftsvereinigung (MIT) der CDU.

### Weitere Mitgliedschaften in Gremien des Deutschen Bundestags und der CDU/CSU-Bundestagsfraktion
Heribert Hirte war Mitglied in der Deutsch-Italienischen und in der Deutsch-Belgisch-Luxemburgischen Parlamentariergruppe sowie in der Parlamentariergruppe USA. Weiterhin war er in den Parlamentariergruppen Luft- und Raumfahrt sowie Binnenschifffahrt aktiv. Zudem engagierte er sich innerhalb der Fraktion im von der Mainzer Abgeordneten Ursula Groden-Kranich organisierten Arbeitskreis Fluglärm.
Seit 2019 war Heribert Hirte Mitglied der Deutsch-Französischen Parlamentarischen Versammlung.

## Kritik
Die Süddeutsche Zeitung berichtete im Februar 2018 über angebliche Unstimmigkeiten bei den Vorstandswahlen in Hirtes Heimat-Ortsverband in Köln-Sürth. Zum einen sei das Wahlgeheimnis nicht gewahrt worden, zum anderen hätten sich Neumitglieder an der Wahl beteiligt, die nicht in Sürth wohnten. Beide Klagen wurden vom Parteigericht der Kölner CDU als unbegründet abgewiesen. Nach Überzeugung der Richter lagen keine Verstöße gegen die Satzung der CDU Köln oder gegen übergeordnete rechtliche Grundsätze vor. Hirte nannte die Entscheidung „erwartungsgemäß“, da die Vorwürfe haltlos seien. Im Juni 2020 wurde der damalige Kläger Hans-Josef Küpper aus der CDU-Fraktion in der Bezirksvertretung Rodenkirchen ausgeschlossen, nachdem bekannt geworden war, dass er bei der Kommunalwahl 2020 auf der Liste der Freien Wähler kandidiert. Dazu erklärte Hirte, wer im Interesse des politischen Gegners handele, schade seiner Partei und könne kein Mitglied bleiben. Einem Parteiausschlussverfahren kam Küpper durch einen Parteiaustritt zuvor.

## Privates
Er ist römisch-katholisch, verheiratet und hat einen Sohn und eine Tochter, die ebenfalls politisch aktiv sind. Er wohnt seit 1991 in Köln-Sürth.

## Veröffentlichungen (Auszug)

### Monographien
- Bezugsrechtsausschluß und Konzernbildung. Minderheitenschutz bei Eingriffen in die Beteiligungsstruktur von Aktiengesellschaften, Abhandlungen zum deutschen und europäischen Handels- und Wirtschaftsrecht, Köln, Berlin, Bonn, München, 1986
- Heribert Hirte/Ulrich Fritsch, Herabsetzung des Nennwerts der Aktie, Arbeitskreis Aktie e. V., Düsseldorf 1990
- Der Zugang zu Rechtsquellen und Rechtsliteratur, Köln, Berlin, Bonn, München, 1991
- Berufshaftung. Ein Beitrag zur Entwicklung eines einheitlichen Haftungsmodells für Dienstleistungen, Schriften des Instituts für Arbeits- und Wirtschaftsrecht der Universität Köln, 1996
- Wege zu einem europäischen Zivilrecht, Jenaer Schriften zum Recht (Band 10), Stuttgart 1996
- Die vereinfachte Kapitalherabsetzung bei der GmbH, ADIUVAT in itinere Band III., Hamburg 1997
- Kapitalgesellschaftsrecht, 9. Auflage, Köln 2023
- Das neue Insolvenzrecht nach dem ESUG. Einführung und Materialien zum Gesetz zur weiteren Erleichterung der Sanierung von Unternehmen, München 2012 (gemeinsam mit Béla Knof und Dr. Sebastian Mock).

### Kommentierungen
- §§ 207 – 220 AktG in: Hopt/Wiedemann (Hrsg.), Großkommentar zum Aktiengesetz, 4. Auflage, Berlin, New York, 1999
- §§ 202 – 206 AktG in: Hopt/Wiedemann (Hrsg.), Großkommentar zum Aktiengesetz, 4. Auflage, Berlin, New York, 2001
- § 221 AktG [Wandelschuldverschreibungen/Gewinnschuldverschreibungen], in: Großkommentar zum Aktiengesetz, 4. Aufl. Berlin 2012
- §§ 11 – 12, 15, 15a, 26 Absatz 3 und 4, §§ 35, 36 (teilweise), §§ 39, 44a, §§ 84, 92, 93, 118, 129 – 147 [teilweise gemeinsam mit Christine Borries], §§ 225a, 238a, 246a [Insolvenzplan] InsO in: Uhlenbruck (Hrsg.), Insolvenzordnung. Kommentar, Band 1, 15. Auflage München 2019
- Vor Art. 1 COVFAG (Abmilderungsgesetz); §§ 1, 2 (Rdn. 1–9a), §§ 3 und 4 (Rdn. 1–4, 14–19) SanInsKG, Art. 6 COVFAG (Abmilderungsgesetz), Vorbemerkungen zum StaRUG (gemeinsam mit Heinz Vallender und Helmut Zipperer), § 1 StaRUG, in: Uhlenbruck, Insolvenzordnung. Kommentar, Band 2 (EuInsVO – SanInsKG – StaRUG), 16. Aufl. München 2023
- Einleitung, §§ 10, 20, 27, 28, 33 in: Hirte/v. Bülow (Hrsg.), Kölner Kommentar zum Wertpapiererwerbs- und Übernahmegesetz, Köln, Berlin, Bonn, München 2003
- Einleitung (gemeinsam mit Tobias A. Heinrich), §§ 3, 4 Abs. 6, 11, 20b, §§ 21, 23–24, 26–27, 29–30, 37h, 41 WpHG, §§ 17–21 WpAIV; §§ 1–8 TranspRLDV, in: Hirte/Möllers (Hrsg.), Kölner Kommentar zum Wertpapierhandelsgesetz, 2. Aufl. Köln 2014

### Herausgegebene Schriften
- Heribert Hirte/Rolf Wank/Kaspar Frey/Holger Fleischer/Gregor Thüsing (Hrsg.), Festschrift für Herbert Wiedemann zum 70. Geburtstag, München 2002
- Heribert Hirte/Hans Haarmeyer/Hans-Peter Kirchhof/Friedrich Graf von Westphahlen, Verschulden – Haftung – Vollstreckung – Insolvenz, Festschrift für Gerhart Kreft zum 65. Geburtstag, Recklinghausen 2004
- Heribert Hirte/Georg Crezelius/Klaus Vieweg (Hrsg.), Festschrift für Volker Röhricht zum 65. Geburtstag. Gesellschaftsrecht – Rechnungslegung – Sportrecht, Köln 2005

### Gutachten
Hirte wurde vor seiner Wahl in den Deutschen Bundestag im Jahre 2013 mehrfach als Sachverständiger für den Deutschen Bundestag u. a. zur Bewertung der folgenden Gesetzentwürfe eingeladen:
- Gesetzentwurf eines Gesetzes zur Förderung gleichberechtigter Teilhabe von Frauen und Männern in Führungsgremien (GlTeilhG); Gesetzentwurf der Fraktion der SPD eines Gesetzes zur Förderung der Chancengleichheit von Männern und Frauen in Wirtschaftsunternehmen (16. Januar 2013).[26]

- Gesetzentwurf eines Gesetzes zur Einführung einer Partnerschaftsgesellschaft mit beschränkter Berufshaftung und zur Änderung des Berufsrechts der Rechtsanwälte, Patentanwälte, Steuerberater und Wirtschaftsprüfer (7. November 2012).[27]

- Gesetzentwurf eines Gesetzes zur weiteren Erleichterung der Sanierung von Unternehmen (ESUG) (29. Juni 2011).[28]

- Gesetzentwurf eines Gesetzes zur Restrukturierung und geordneten Abwicklung von Kreditinstituten, zur Errichtung eines Restrukturierungsfonds für Kreditinstitute und zur Verlängerung der Verjährungsfrist der aktienrechtlichen Organhaftung (Restrukturierungsgesetz) (6. Oktober 2010).[29]

Nach seinem Ausscheiden aus dem Deutschen Bundestag wurde Hirte als Sachverständiger zur Bewertung folgender Gesetzesentwürfe eingeladen:
- Stellungnahme zum Fraktionsentwurf (der Fraktionen SPD, BÜNDNIS 90/DIE GRÜNEN und FDP) eines Gesetzes zur Einführung virtueller Hauptversammlungen von Aktiengesellschaften und Änderung weiterer Vorschriften für den Deutschen Bundestag (Sachverständigenanhörung in der Sitzung des Rechtsausschusses in Berlin) (22.6.2022).https://www.bundestag.de/resource/blob/899780/dec9695269a1bc748d27f2791a850b97/Stellungnahme-Hirte_Finanzwende.pdf
- Stellungnahme zum Regierungsentwurf eines Gesetzes zur Umsetzung der Umwandlungsrichtlinie (UmRUG) (BT-Drucks. 20/3822) für den Deutschen Bundestag (Sachverständigenanhörung in der Sitzung des Rechtsausschusses des Deutschen Bundestages in Berlin) (7.11.2022).https://www.bundestag.de/resource/blob/919432/12f8443af10c9bf7b75e3683964b335a/Stellungnahme_Hirte.pdf

Für Transparency International nahm er zum Referentenentwurf des Zukunftsfinanzierungsgesetzes Stellung:
- Stellungnahme von Transparency International Deutschland e. V. zum Referentenentwurf eines Gesetzes zur Finanzierung von zukunftssichernden Investitionen (Zukunftsfinanzierungsgesetz) https://www.transparency.de/fileadmin/Redaktion/Aktuelles/Stellungnahmen/2023/23-05-10_Transparency_Deutschland_Stellungnahme_Zukunftsfinanzierungsgesetz.pdf